# The Doublets
The Doublets är en kulle i Antarktis. Den ligger i Östantarktis. Australien gör anspråk på området. Toppen på The Doublets är 20 meter över havet.
Terrängen runt The Doublets är platt. Trakten är obefolkad. Det finns inga samhällen i närheten.